# Romavský potok
Romavský potok (německy Romaubach) je potok v povodí řeky Lužnice, který pramení v české části Českomoravské vrchoviny v oblasti zvané Česká Kanada, ovšem většina toku je na území Rakouska.

## Průběh toku
Romavský potok pramení v Novobystřické vrchovině asi 1,2 km od Návar, nedaleko místa, kde byla již zaniklá ves Lužánky. Nejprve teče jihozápadním směrem, západně od Návar se stáčí k jihu a poté v katastrálním území Rajchéřov protéká rybníkem Kačer (Walden). Posléze se stáčí k jihozápadu, kde se na území bývalé Romavy (po níž je potok pojmenován) nachází Romavský mlýnský rybník. Jižně od tohoto rybníka se tok dostává na česko-rakouskou hranici a po dvou kilometrech kdy tvoří hranici mezi oběma zeměmi vstupuje u osady Neumühle rakouském území.
V Rakousku teče dále jižním směrem, nejprve přes obec Eggern a dále až do Heidenreichsteinu, největšího města na svém toku. Odtud se stáčí na jihozápad a teče až k Aalfangu, kde ústí do Skřemelice (německy Braunaubach).